# Ріу-Бранку (мікрорегіон)

Ріу-Бранку на карті штату Акрі

Ріу-Бранку (порт. Microrregião de Rio Branco) — мікрорегіон в Бразилії, входить в штат Акрі. Складова частина мезорегіону Валі-ду-Акрі. Населення становить 418 113 осіб на 2010 рік. Займає площу 22 847,612 км². Густота населення — 18,3 ос./км².

## Склад мікрорегіону
До складу мікрорегіону включені такі муніципалітети:
1. Акреландія
2. Бужарі
3. Капішаба
4. Пласіду-ді-Кастру
5. Порту-Акрі
6. Ріу-Бранку
7. Сенадор-Гіомард

## Населення
Згідно з даними, зібраними під час перепису 2010 р. Національним інститутом географії і статистики (IBGE), населення мікрорегіона становить:
| Повне населення                               | Повне населення                               | Повне населення                               | Повне населення                               | 418 113 |
| --------------------------------------------- | --------------------------------------------- | --------------------------------------------- | --------------------------------------------- | ------- |
| в тому числі:                                 | Міське населення                              | 347 150                                       | Відсоток міського населення, %                | 83,03   |
|                                               | Сільське населення                            | 70 963                                        | Відсоток сільського населення, %              | 16,97   |
|                                               | Чоловіче населення                            | 206 580                                       | Відсоток чоловічого населення, %              | 49,41   |
|                                               | Жіноче населення                              | 211 533                                       | Відсоток жіночого населення, %                | 50,59   |
| Густота населення, ос./км²                    | Густота населення, ос./км²                    | Густота населення, ос./км²                    | Густота населення, ос./км²                    | 18,30   |
| Населення мікрорегіону в % до населення штату | Населення мікрорегіону в % до населення штату | Населення мікрорегіону в % до населення штату | Населення мікрорегіону в % до населення штату | 57,00   |

| Бразилія | Це незавершена стаття з географії Бразилії. Ви можете допомогти проєкту, виправивши або дописавши її. |